# Dentalium
Genre
Dentalium est un genre de mollusques marins de la famille des Dentaliidae (les « dentales »).  

## Liste d'espèces actuelles
Selon World Register of Marine Species (1 septembre 2015) :
- Dentalium aciculum Gould, 1859
- Dentalium adenense Ludbrook, 1954
- Dentalium agassizi Pilsbry & Sharp, 1897
- Dentalium aprinum Linnaeus, 1767
- Dentalium austini Lamprell & Healy, 1998
- Dentalium bisexangulatum G. B. Sowerby II, 1860
- Dentalium buccinulum Gould, 1859
- Dentalium burtonae Lamprell & Healy, 1998
- Dentalium caledonicum Scarabino, 1995
- Dentalium carinatum Costa, 1851
- Dentalium centenniale Marwick, 1942 †
- Dentalium cheverti Sharp & Pilsbry, 1897
- Dentalium collinsae Lamprell & Healy, 1998
- Dentalium congoensis Plate, 1908
- Dentalium cookei Sharp & Pilsbry, 1897
- Dentalium corneum Linnaeus, 1767
- Dentalium crosnieri Scarabino, 1995
- Dentalium curtum G. B. Sowerby II, 1860
- Dentalium dacostianum Chenu, 1843
- Dentalium debitusae Scarabino, 2008
- Dentalium decemcostatum Brazier, 1877
- Dentalium deforgesi Scarabino, 1995
- Dentalium elephantinum Linnaeus, 1758
- Dentalium exmouthensis Lamprell & Healy, 1998
- Dentalium filosum Broderip & G. B. Sowerby I, 1830
- Dentalium garrardi Lamprell & Healy, 1998
- Dentalium goftoni Lamprell & Healy, 1998
- Dentalium grahami Lamprell & Healy, 1998
- Dentalium healyi Steiner & Kabat, 2004
- Dentalium hedleyi Lamprell & Healy, 1998
- Dentalium hillae Lamprell & Healy, 1998
- Dentalium hyperhemileuron Verco, 1911
- Dentalium ihungia Marwick, 1931 †
- Dentalium invalidum Emerson, 1954
- Dentalium javanum G. B. Sowerby II, 1860
- Dentalium jeanae Lamprell & Healy, 1998
- Dentalium jelli Lamprell & Healy, 1998
- Dentalium katchekense Fischer-Piette & Nicklès, 1946
- Dentalium kathwayae Lamprell & Healy, 1998
- Dentalium kessneri Lamprell & Healy, 1998
- Dentalium laqueatum Verrill, 1885
- Dentalium lebruni Mabille & Rochebrune, 1889
- Dentalium lessoni Deshayes, 1825
- Dentalium letsonae Sharp & Pilsbry, 1897
- Dentalium leucoryx Boissevain, 1906
- Dentalium lochi Lamprell & Healy, 1998
- Dentalium majorinum Mabille & Rochebrune, 1889
- Dentalium malekulaensis Scarabino, 2008
- Dentalium mannarense Winckworth, 1927
- Dentalium mediopacificensis Rehder & Ladd, 1973
- Dentalium michelotti Hörnes, 1856 †
- Dentalium minutum Linnaeus, 1758
- Dentalium neohexagonum Sharp & Pilsbry in Pilsbry & Sharp, 1897
- Dentalium nigrum Lamarck, 1818
- Dentalium obscurum Dall, 1889
- Dentalium obtusum Qi & Ma, 1989
- Dentalium octangulatum Donovan, 1804
- Dentalium oerstedii Mörch, 1861
- Dentalium oryx Boissevain, 1906
- Dentalium otamaringaense Marwick, 1926 †
- Dentalium peitaihoensis King & Ping, 1935
- Dentalium pellucidum Gmelin, 1791
- Dentalium pluricostatum Boissevain, 1906
- Dentalium poindimiense Scarabino, 2008
- Dentalium potteri Lamprell & Healy, 1998
- Dentalium pusillum Philippi, 1836
- Dentalium reevei Fischer, 1871
- Dentalium regulare E. A. Smith, 1903
- Dentalium robustum Brazier, 1877
- Dentalium rowei Lamprell & Healy, 1998
- Dentalium salpinx Tomlin, 1931
- Dentalium scarabinoi Steiner & Kabat, 2004
- Dentalium strangulatum Deshayes, 1825
- Dentalium strigatum Gould, 1859
- Dentalium stumkatae Lamprell & Healy, 1998
- Dentalium tomlini Melvill, 1918
- Dentalium vallicolens Raymond, 1904
- Dentalium variabile Deshayes, 1825
- Dentalium vayssierei Fenaux, 1942
- Dentalium wellsi Lamprell & Healy, 1998
- Dentalium woolacottae Colman, 1958

## Galerie

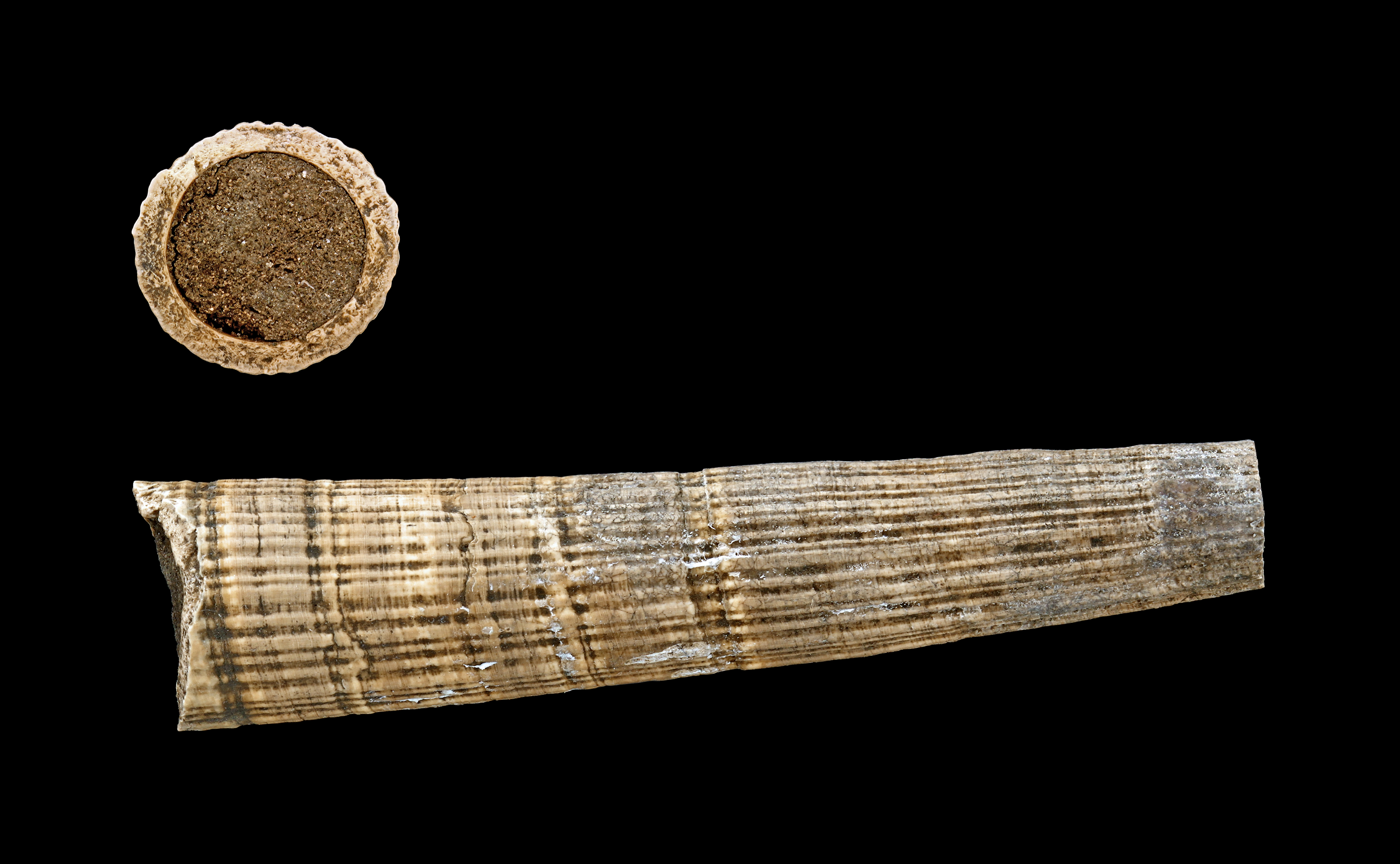
Dentalium badense
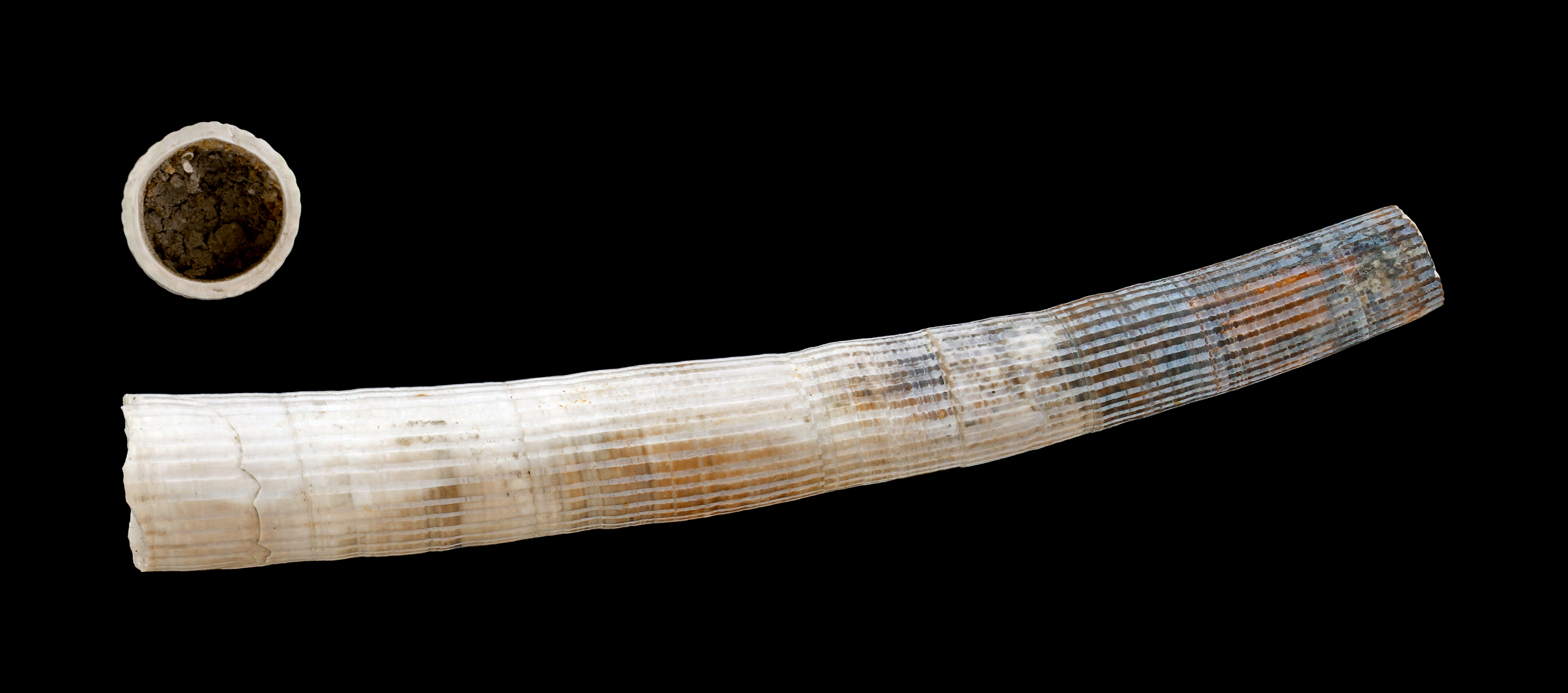
Dentalium fossile
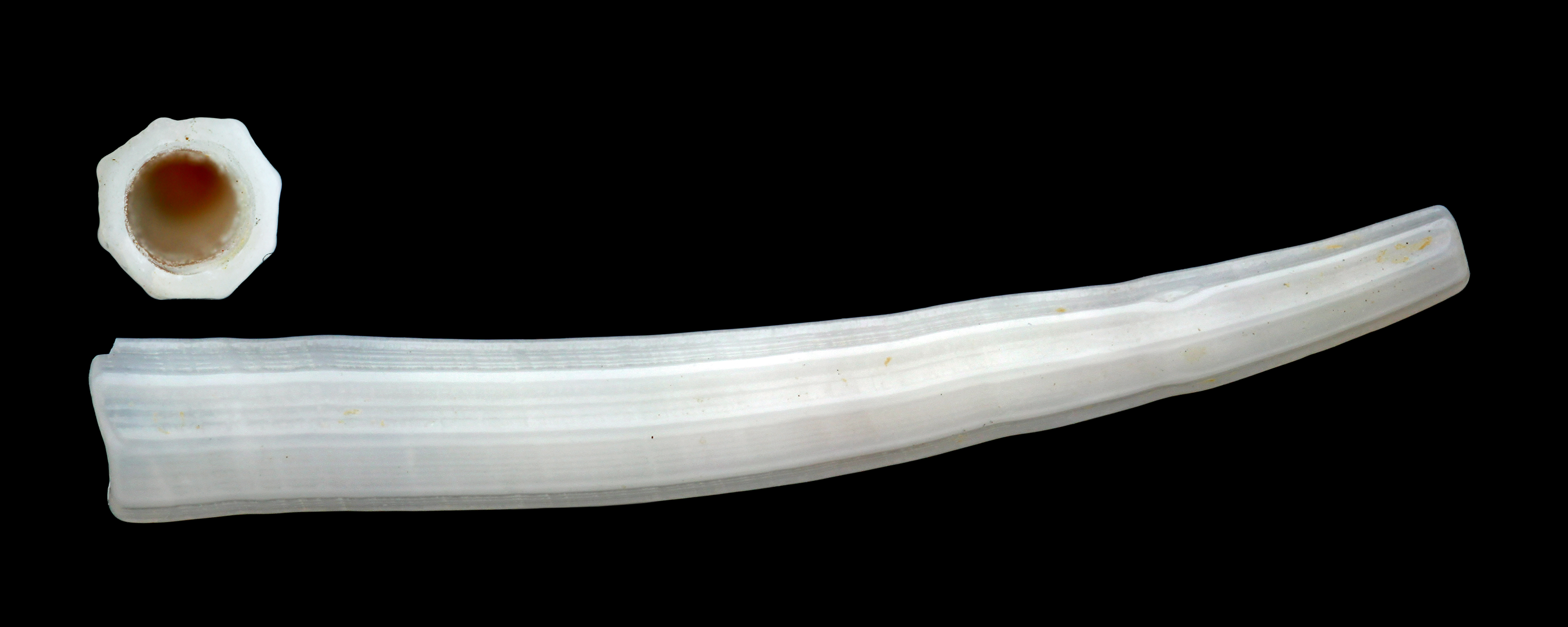
Dentalium octangulatum
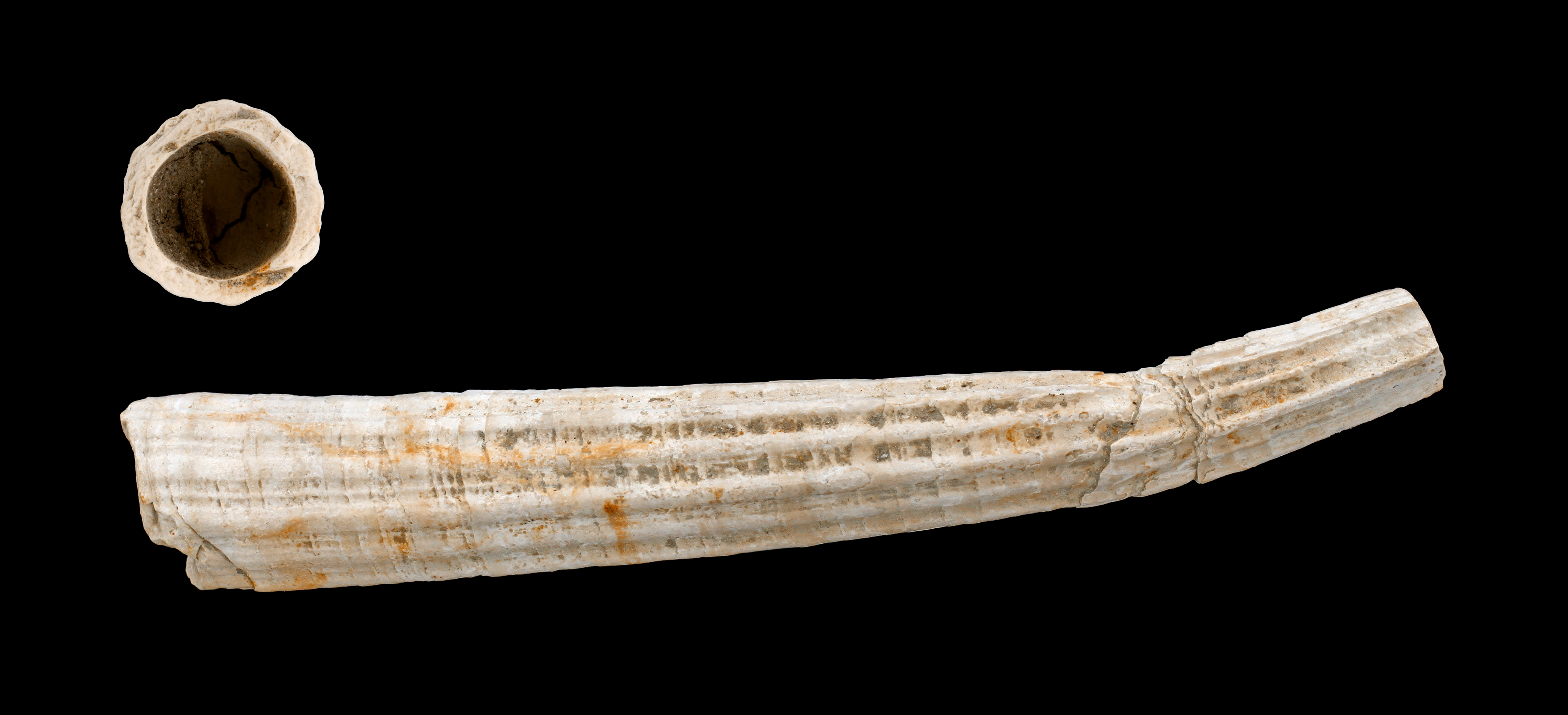
Dentalium sexangulum
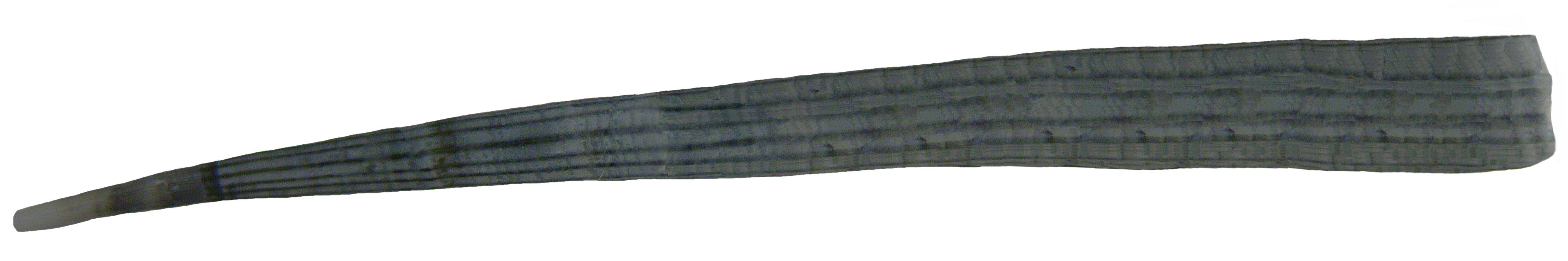
Dentalium dentale